# Magnusavis
Magnusavis (que significa "ave grande") es un género extinto de avialano perteneciente al clado Enantiornithes del Cretácico superior (Maastrichtiano) de la Formación Hell Creek de Montana, Estados Unidos. El género contiene una sola especie, M. ekalakaensis, conocida a partir de un tarsometatarso derecho incompleto y un hueso del dedo del pie.